# Ньютон, Нерида
Нерида Ньютон (англ. Nerida Newton, род. 1972, Брисбен) — австралийская писательница, чей первый роман «Квартира с ягнёнком» получил премию «Новый автор» на Литературной премии Квинсленда и вошёл в шорт-лист премии The Australian/Vogel Literary Award. В 2004 году роман вошёл в шорт-лист Премии писателей Содружества Азиатско-Тихоокеанского региона (лучшая первая книга) и One Book One Brisbane. Позже в том же году газета Sydney Morning Herald назвала Ньютон одним из лучших молодых писателей Австралии. Её второй роман «Смерть китобоя» вышел в 2006 году.
Её рассказы были опубликованы в журналах Australian Short Stories и Inkspot, статьи опубликованы в The Courier-Mail, а также она выступала на различных писательских фестивалях по всей Австралии.

## Произведения
- Newton, Nerida. The Lambing Flat[англ.]. — UQP, 2003. — ISBN 0-7022-3386-2.
- Newton, Nerida. Death of a Whaler[англ.]. — Allen & Unwin, 2006. — ISBN 1-74114-791-3.